# Punkt Schellinga
Punkt Schellinga, punkt centralny (ang. focal point) – w teorii gier, rozwiązanie, w przypadku którego istnieje znacząca tendencja domyślnego wyboru remedium na bolączkę w przypadku braku komunikacji. To wspólna idea istniejąca w umysłach ludzi uczestniczących w danej sytuacji społecznej. 
Koncepcja ta została wprowadzona przez amerykańskiego ekonomistę Thomasa Schellinga w książce The Strategy of Conflict, w której Schelling stwierdza, że w sytuacji współpracy „ludzie mogą często koncentrować swoje intencje lub oczekiwania z innymi, jeśli każdy wie, że drugi próbuje zrobić to samo”, więc ich działanie zbiegałoby się w centralnym punkcie. Widoczny punkt Schellinga zależy od czasu, miejsca i samych ludzi.

## Istnienie
Istnienie punktu centralnego zostało po raz pierwszy wykazane przez Schellinga serią pytań. Najbardziej znane jest pytanie dotyczące Nowego Jorku: jeśli masz spotkać nieznajomego w Nowym Jorku, ale nie możesz komunikować się z tą osobą, to kiedy i gdzie zdecydujesz się spotkać? Jest to gra koordynacyjna, w której każde miejsce i czas w mieście może być rozwiązaniem równowagi (ang. equilibrium solution). Schelling zadał grupie studentów to pytanie i stwierdził, że najczęstszą odpowiedzią było „w południe (na stoisku informacyjnym) w Grand Central Terminal”. Nic nie sprawia, że Grand Central Terminal jest miejscem o wyższej częstotliwości goszczących (równie łatwo można spotkać kogoś w barze lub czytelni biblioteki publicznej), ale jego tradycja jako miejsca spotkań podnosi jego znaczenie i sprawia, że jest naturalnym „punktem centralnym”. Nieformalne eksperymenty Schellinga zostały powtórzone w kontrolowanych warunkach z zachętami pieniężnymi ze strony Mehty.

## Przykłady

### W grze koordynacyjnej

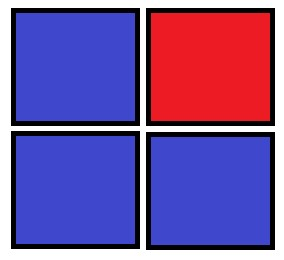
Przykład gry koordynacyjnej

W prostym przykładzie dwóm osobom, niezdolnym do komunikowania się ze sobą, jest pokazany panel złożony z czterech kwadratów. Para poproszona jest o wybranie jednego; jeśli i tylko wtedy, gdy obaj wybiorą ten sam, każdy z nich otrzyma nagrodę. Trzy kwadraty są niebieskie, a jeden czerwony. Zakładając, że każdy z nich nic nie wie o innym graczu, ale każdy z nich chce wygrać nagrodę, to dedukując rozsądnie, obaj wybiorą czerwony kwadrat.
Czerwony kwadrat nie jest w pewnym sensie lepszym kwadratem; uczestnicy mogą wygrać wybierając dowolny kwadrat. Czerwony kwadrat jest „prawidłowym” kwadratem do wyboru tylko wtedy, gdy gracz może być pewien, że partner też go wybrał, ale według hipotezy tego wiedzieć nie może. Jest to jednak najbardziej znaczący i wyróżniający się kwadrat, więc – bez żadnego innego, podobnego – większość ludzi go wybierze. To w rzeczywistości faktycznie (często) działa, jest to istotą tej definicji.

### Gry kolizyjne

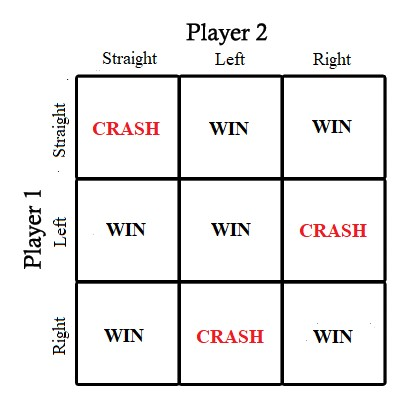
Przykład gry kolizyjnej

Punkty Schellinga mogą mieć również rzeczywiste zastosowania. Wyobraźmy sobie na przykład dwa rowery jadące w kierunku siebie i zagrożone zderzeniem. Uniknięcie kolizji staje się grą koordynacyjną, w której wybór każdego gracza zależy od wyboru innego gracza. Każdy gracz, w tym przypadku, ma wybór, aby przejechać prosto, skręcić w lewo lub skręcić w prawo. Obaj kierujący rowerem chcą uniknąć wypadku, ale nie wiedzą, co zrobi drugi. W tym przypadku decyzja o skręcie w prawo prawdopodobnie będzie punktem centralnym, który prowadzi do obopólnej korzyści – braku zderzenia się. Wydaje się naturalnym, że nim będzie (skręt w prawo), jeśli akcja dzieje się na obszarach, w których obowiązuje ruch prawostronny.

### Przykład historyczny przedstawiony przez T.L. Andersona i P.J. Hilla
W tekście „Amerykańskie doświadczenie z anarchokapitalizmem: Dziki Zachód nie tak bardzo dziki” (autorzy: Terry L. Anderson, P.J. Hill; polskojęzyczne tłumaczenie Instytutu Misesa: Dawid Świonder), twórcy za punkt Schellinga stosunków społecznych panujących na zachodnich rubieżach, obecnie terytoriach Stanów Zjednoczonych, uznają powszechną akceptację pionierów dla Lockowskiej koncepcji nabywania prawa własności poprzez „zmieszanie z pracą” obszaru. Mimo braku mechanizmu egzekwowania, oczywiste w świadomości ludności było to, że dane złoże okruchowe należy do pierwszego wydobywcy, a nie do próbującego uzasadnić swe roszczenie siłą. Autorzy spór między Indianami a osadnikami przypisują właśnie brakowi wspólnych punktów Schellinga.